# Dabergotz
Dabergotz là một đô thị thuộc huyện Ostprignitz-Ruppin, bang Brandenburg, Đức. Đô thị Dabergotz có diện tích 12,59 km², dân số thời điểm 31 tháng 12 năm 2006 là 616 người.